# Seraïdi
Seraidi là một đô thị thuộc tỉnh Annaba, Algérie. Dân số thời điểm năm 2002 là 7.193 người.